# 曲環
曲 環（きょく かん、726年 - 799年）は、唐代の軍人。本貫は陝州安邑県。

## 経歴
南使正監の曲彬の子として生まれた。若くして兵書を読み、勇敢で騎射を得意として知られた。天宝年間、哥舒翰に従って石堡城を攻め落とし、黄河沿岸の九曲・洪済などの城を奪回して、果毅別将に任じられた。安禄山が反乱を起こすと、曲環は襄陽節度使の魯炅に従って鄧州を守り、反乱軍の将の武令珣を阻み、戦うこと数十合、曲環の功は多く、左清道率に抜擢された。また李抱玉が河陽南城を守るのに従った。ほどなく兵を率いて沢州を守り、反乱軍の驍将の安暁を破り、左羽林軍将軍に任じられた。また別部の兵を率いて諸軍とともに史朝義を討ち、河北を平定した。左金吾衛大将軍・同正員に累進し、李抱玉に従って軍を京西に移した。大暦年間、隴州で兵を率いて、吐蕃を連破し、特進・太常寺卿を加えられた。
大暦14年（779年）、徳宗が即位し、吐蕃が剣南に侵攻すると、曲環は邠州・隴州の兵5000を率いて駆けつけ、吐蕃の軍を破り、七盤城・威武軍と維州・茂州を奪回した。曲環は凱旋すると、太子賓客を加えられ、名馬を賜った。諸将とともに涇州の叛将の劉文喜を討ち、これを鎮圧した。開府儀同三司を加えられ、晋昌郡王に封じられた。御史中丞を兼ね、邠隴両軍都知兵馬使をつとめた。建中2年（781年）、李納が兵を擁して徐州に迫ると、曲環は劉玄佐とともに救援に赴き、李納の反乱軍を撃破した。曲環の功が最も高く、御史大夫を加えられた。建中3年（782年）10月、曲環は検校左散騎常侍を加えられ、邠隴行営節度使をつとめた。
興元元年（784年）、李希烈が汴州を攻め落とすと、曲環は諸軍とともに宋州・陳州を守り固め、李希烈の軍を陳州城下で破った。反乱軍35000人を殺し、その驍将の翟崇暉を捕らえると、李希烈は蔡州に逃げ帰った。曲環は功により検校工部尚書を加えられ、陳州刺史を兼ねた。貞元2年（786年）、李希烈の乱が平定されると、曲環は許州刺史を兼ね、陳許等州節度観察使を加えられた。陳州と蔡州は李希烈の乱のため、略奪に遭うことはなはだしく、民衆の多くは禍を避けるため他州に逃げ隠れしていた。曲環が恭倹につとめ、賦税を公平にし、政令を寛容で簡素なものとしたため、人々はむつきを負って相次いで帰郷してきた。貞元12年（796年）、検校尚書左僕射を加えられた。貞元15年（799年）8月丙申、死去した。享年は74。司空の位を追贈された。

## 伝記資料
- 『旧唐書』巻122 列伝第72
- 『新唐書』巻147 列伝第72